# 楊寮
楊寮，又作楊藔，是台灣新竹市香山區的一個傳統地域名稱。

## 地理

### 區域

#### 地名由來
楊寮原為飼羊者搭寮之地，故稱羊寮。後「羊」因同音訛轉為「楊」，改稱為楊寮。:578

#### 範圍
楊寮位於香山區西北部。相較於今日行政區，其範圍大致包括港南里不含西北部、虎山里西半部、浸水里西北部，另外還包括新竹機場靠近虎山里的部分地區。

#### 聚落
本地區發展較早的聚落為楊寮，在日治初期的官方地圖上已有記載。此外，本地區尚有南油車港等聚落。:528

### 行政區劃
楊寮大字下有楊寮、南油車港等小字。

## 歷史
台灣清治末期至日治前期，楊寮地區為一街庄，稱為「楊藔庄」，隸屬於竹北一堡。該庄北與油車港庄為鄰，東北與吉羊崙庄為鄰，東及東南與沙崙庄、虎仔山庄為鄰，南邊為浸水庄，西邊臨台灣海峽。
1901年（日治明治三十四年）11月，全台廢縣廳改設二十廳，該庄隸屬於新竹廳。1909年（明治四十二年）10月，合併二十廳為十二廳，該庄隸屬不變。1920年（大正九年），廢十二廳改設五州二廳，該庄改制並雅化為「楊寮」大字，隸屬於新竹州新竹郡香山庄，大字下有「楊寮」、「南油車港」小字名。1936年（昭和十一年）新竹機場建成後，本地區東部位於於機場範圍內。1941年（昭和十六年），香山庄廢庄併入新竹市。
戰後新竹市改制為省轄市，香山仍屬之，大字改制為里。1946年新竹市重劃為五個區，香山為其中一區。1950年新竹縣市合併後拆分為桃、竹、苗三縣，新竹市縮減轄區並降為新竹縣縣轄市，香山區拆出成為香山鄉，本地區仍屬之，但里改制為村。1982年7月，新竹市再度升格為省轄市，香山鄉併入而再度成為香山區，村再度改制為里。由於人口增加，本地區已拆分為多個里。

## 交通
省道台15線是關渡至香山的幹道，其南側端點位於楊寮地區西南部邊界地帶的浸水橋。由此大致向北北東蜿蜒而行，可前往十塊寮、舊港、紅毛港、觀音等地。
省道台15線於南側端點浸水橋向南續行，可接省道台61線（西部濱海快速公路）以前往中南部沿海地區。

## 設施

### 學校

#### 初等教育
- 虎林國民學校港南分班（1963年）→虎林國民學校港南分校（1964年）→港南國民學校（1965年）→港南國民小學（1968年）

## 景點
- 金城湖